# Tazria
Tazria, (תזריע — hébreu pour « elle concevra »), 13e mot et premier significatif de la parasha), ou plus exactement ki tazria (lorsqu'elle concevra) est la 27e section hebdomadaire du cycle annuel de lecture de la Torah et la quatrième du Livre du Lévitique.
Elle correspond à Lévitique 12:1–13:59. Les Juifs de la Diaspora la lisent le 26 ou 27e Shabbat après Simhat Torah, généralement en avril.
Le calendrier juif luni-solaire comprend jusqu'à 54 semaines, le nombre exact variant selon les années, "pleines" ou "défectives". Dans les années pleines (par exemple, 2008, 2011, et 2014), la parashat Tazria est lue indépendamment. Dans les années de moins de 54 semaines (par exemple, 2007, 2009, 2010, 2012, 2013, et 2015), la lecture de la Torah combine cette parasha et la suivante, Metzora, afin d'atteindre le nombre de lectures hebdomadaires requis.

## Résumé

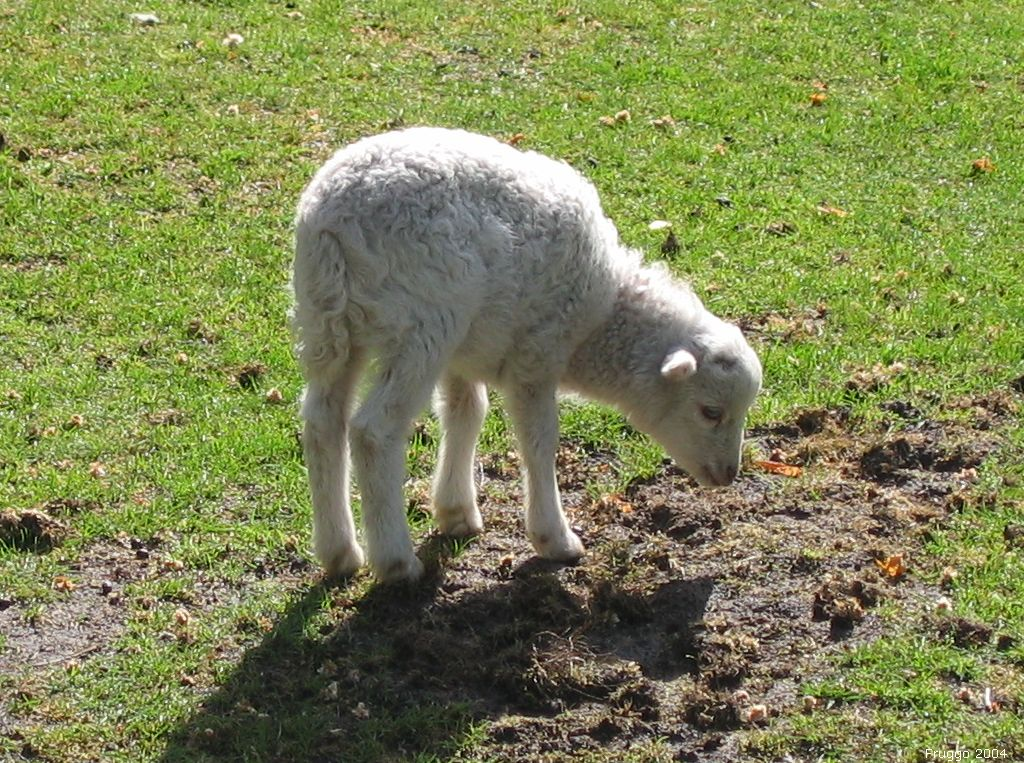

Dieu énumère les lois d’impureté concernant la femme en couches, ainsi que leur délai et les offrandes à apporter passé ce délai.

### Divisions de la parasha lors de la lecture complète
La lecture de la parasha à la synagogue le sabbath est traditionnellement divisée en sept sections, pour lesquelles un membre différent de la congrégation est appelé à lire. La première lecture, le rishon, échoit traditionnellement à un cohen, la seconde, appelée sheni, à un levi, les suivantes à un israël (ni cohen ni levi). La septième section comporte une sous-section, le maftir, qui est lu par la personne qui lira ensuite la haftara.
Les sections de la parashat Tazria sont:
- rishon, sheni et shlishi: exposition des lois de la pureté et de l'impureté se rapportant à la naissance d'un enfant; exposition des lois fondamentales de la tzara'at et son diagnostic par un cohen, la possibilité de la quarantaine, et les lois de la tzara'at par rapport aux peaux saines et aux peaux infectées.
- revi'i, hamishi, shishi et shevi'i: exposition détaillée des lois de la tzara'at relative à une brûlure, une teigne, des plaques blanches et la présence de tzara'at sur des vêtements.
  - maftir:

### Divisions de la parasha lors de la lecture abrégée
Une lecture publique de la parasha fut instaurée par Ezra le Scribe le lundi et le jeudi à la synagogue. Cette lecture, sensiblement plus courte, ne comprend que trois sections, la première réservée au cohen, la seconde au levi, la troisième à un israël
- Section du cohen: Vayiqra[3]
- Section du levi: Vayiqra[3]
- Section de l'israël: Vayiqra[3]

### Maqam
Un maqam est un système de modes musicaux utilisé dans la musique arabe mélodique classique. Les juifs originaires des pays orientaux (Afrique du Nord, Syrie) s'en sont inspirés, et adaptent la mélodie de la liturgie du Shabbat en fonction du contenu de la parasha de cette semaine. Ils emploient 10 maqam différents, possédant chacun son usage propre.
Le maqam utilisé lors du sabbath au cours duquel on lit la parashat Tazria est le Maqam Saba, marquant la naissance d’un garçon, et la brit milah huit jours plus tard.

## Commandements
La Torah comporte, selon la tradition rabbinique, 613 prescriptions. Différents sages ont tenté d'en établir un relevé dans le texte biblique.

### D'après le Sefer Hamitzvot
Moïse Maïmonide indique dans son Sefer Hamitzvot que la parashat Tazria comprend 3 prescriptions positives et 1 négative :
- Circoncire le fils (Lv 12,3.).
- La femme ayant accouché doit apporter un sacrifice une fois qu'elle est redevenue rituellement pure (Lv 12,6.).
- Ne pas raser la partie teigne (Lv 13,33.).
- Le lépreux doit se faire connaître de tous (Lv 13,45.).

### D'après le Sefer HaHinoukh
Cependant, d'après le Sefer HaHinoukh, cette parasha comporte 5 prescriptions positives et deux négatives:
- Préceptes concernant l'impureté rituelle d'une femme après la conception (Lv 12,2.)
- Interdiction pour une personne rituellement impure de consommer la chair des sacrifices. (Lv 12,4.)
- Obligation d'offrir un sacrifice pour une femme après avoir conçu (Lv 12,6.)
- Préceptes concernant l'impureté rituelle d'un metzora (personne porteuse d'atteinte dermatologique) (Lv 13,12.)
- Interdiction de raser la partie teigne (Lv 13,33.)
- Obligation pour un metzora de porter, entre autres, des vêtements distinctifs (Lv 13,45.)

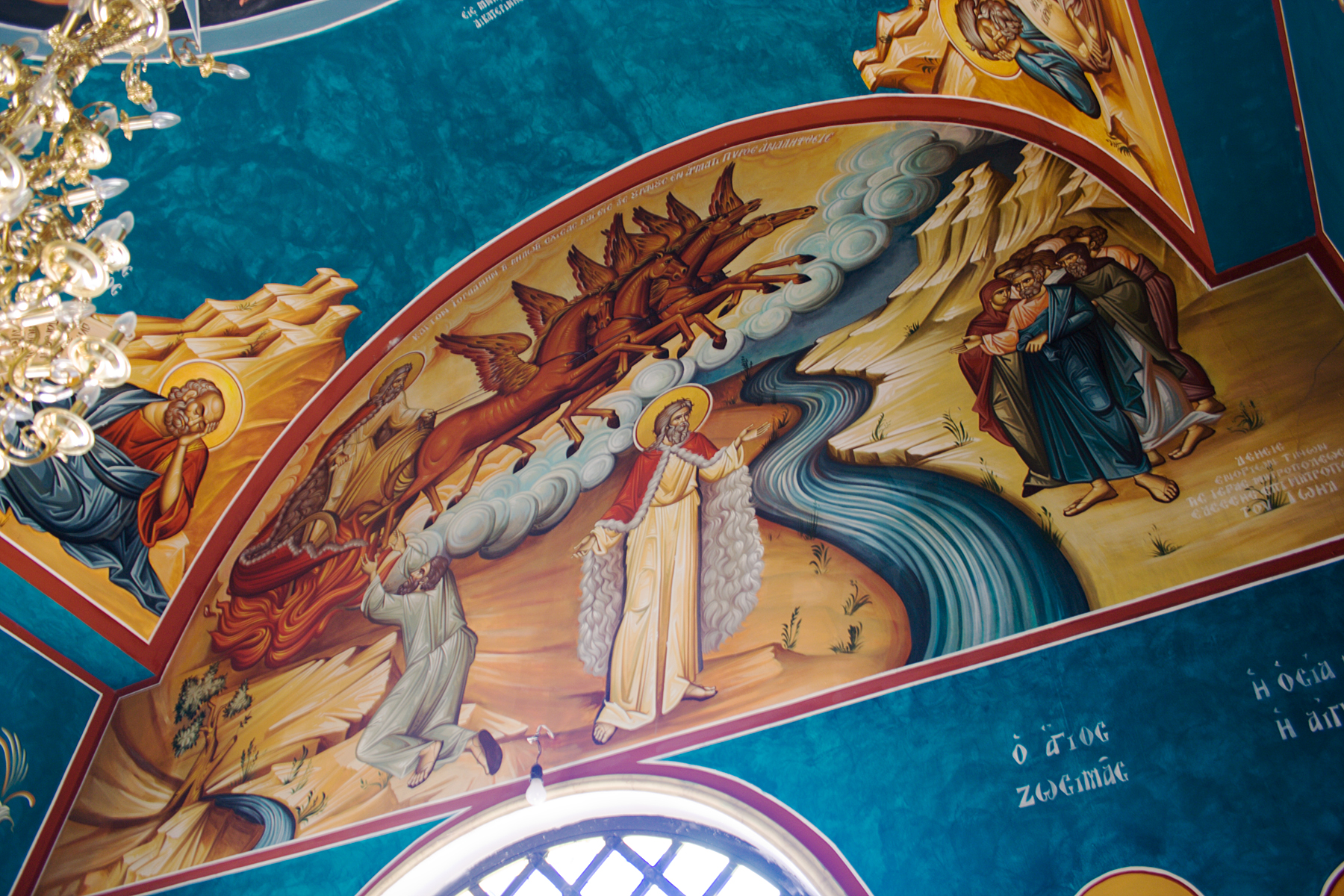
Élisée (tableau de l'église Jean-Baptiste sur le Jourdain)

- Préceptes de la tzara'ath dans les vêtements (Lv 13,47.)

## Haftara
La haftara est une portion des livres des Neviim ("Les Prophètes") qui est lue publiquement à la synagogue après la lecture de la Torah. Elle présente généralement un lien thématique avec la parasha qui l'a précédée.
La haftara pour la parashat Tazria est 2 Rois 4:42–5:19
Comme la parasha, la haftara narre le traitement d'une affection cutanée. Le prophète Élisée, comme les cohanim, soignent la « lèpre » (tzara’at)

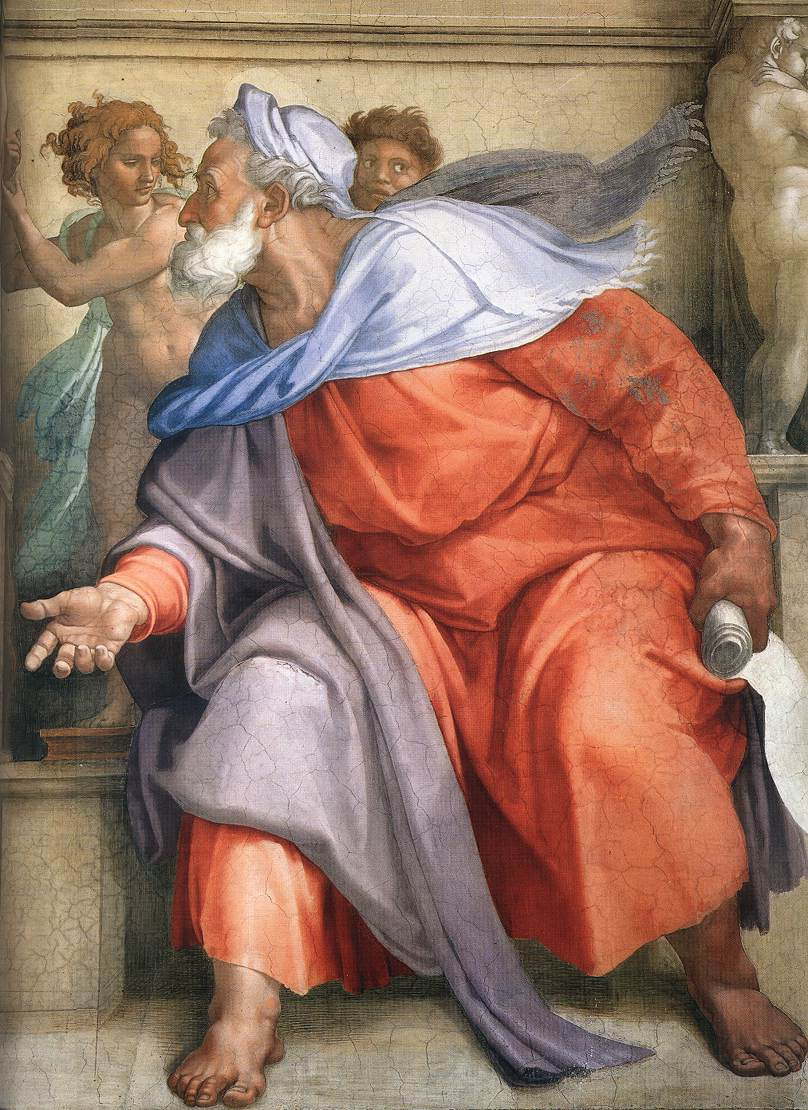
Ezéchiel (fresque de Michel-Ange)

### À Shabbat Ha'Hodesh
Lorsque la parashat Tazria coïncide avec Shabbat Ha'Hodesh ("Sabbath du mois," le Sabbath spécial qui précède le mois juif de Nissan — comme c'est le cas en 2008, 2011, et 2014), la haftara est:
- pour les juifs ashkénazess: Ez. 45:16–46:18
- pour les juifs sépharades:  45,18–46:15

À Shabbat Ha'Hodesh, les juifs lisent le passage Ex 12,1–20, dans lequel Dieu prescrit “Ce mois [Nissan] sera pour vous le commencement des mois; il sera le premier mois de l'année” (Ex 12,2), et les commandements de Pessa'h (Ex 12,3–20.) De même, la haftara d' 45,21–25 discute de Pessa'h. Dans ces deux passages bibliques, Dieu instruit les enfants d'Israël d'appliquer le sang [de l'agneau pascal] sur les linteaux (Ex 12,7;  45,19.)

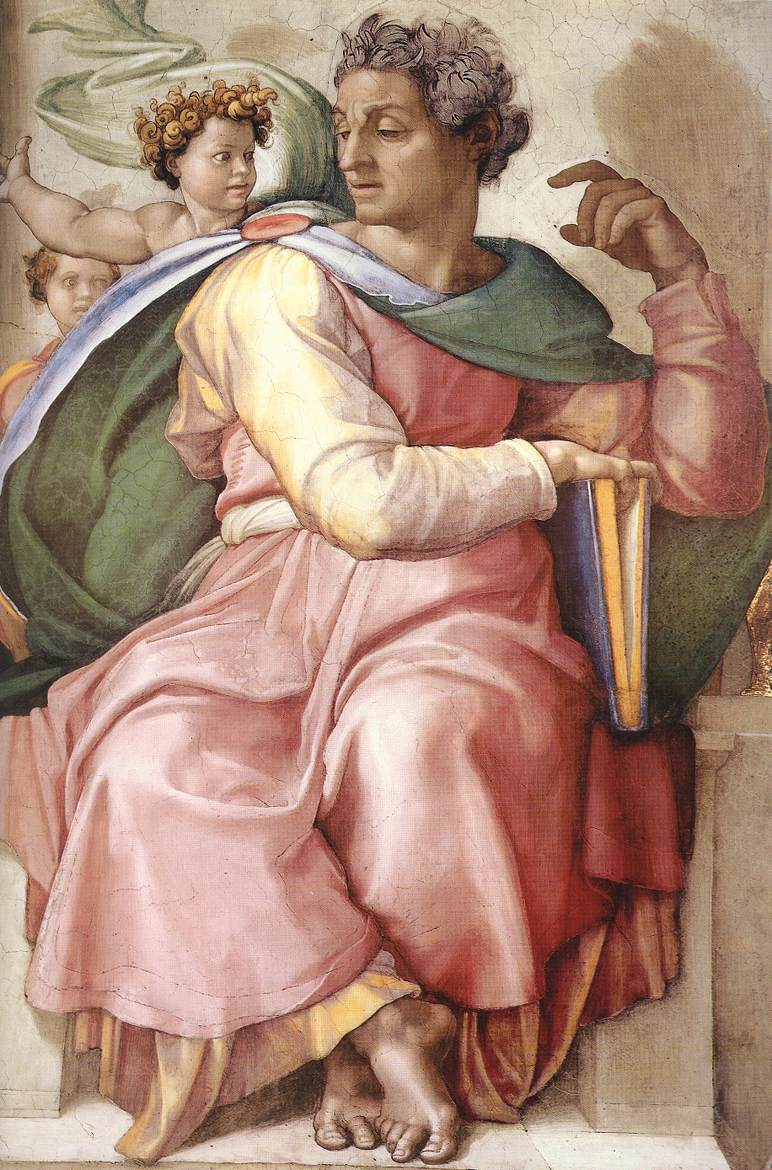
Isaïe (fresque de Michelangelo)

### Parashat Tazria-Metzora
Lorsque la lecture des parashiyot Tazria et Metzora est combinée (comme c'est le cas en 2007, 2009, 2010, 2012, 2013, et 2015), et que la parasha ne coïncide pas avec une parasha spéciale (comme c'est le cas en 2009), on lit la haftara de la parashat Metzora, c'est-à-dire 2Rois 7:3-20, qui évoque comme la parasha des personnes atteintes d'un mal de la peau.

### À Shabbat Rosh Hodesh
Lorsque la lecture combinée coïncide avec le Sabbath de la néoménie (comme c'est le cas en 2009), la haftara est Isaïe 66:1–24.

## Le Maqam de la semaine
Dans le Maqam de la semaine, les Juifs d'Orient (particulièrement les Sépharades d'Orient) basent la tonalité de leur liturgie sur le contenu de la parasha. 
 Pour la parashat Tazria, il s'agit du Maqam Saba, qui symbolise une alliance (brit), car la parasha commence par exposer les prescriptions entourant la naissance d'un enfant, et mentionne la brit milah, un rituel montrant l'alliance contractée entre l'homme et Dieu.